# Maracaçumé
Maracaçumé este un oraș în unitatea federativă Maranhão (MA), Brazilia.